# Carnival Road March
Der Carnival Road March ist ein seit 1932 jährlich stattfindender Musikwettbewerb des karibischen Karnevals. Seine Heimat liegt im trinidadischen Karneval, er wird aber auch auf anderen karibischen Inseln abgehalten.

## Ablauf
Die beim Road March gespielten Musiktitel sind generell dem Genre Soca zugehörig, historisch auch dem Calypso. Für den trinidadischen Road-March-Wettbewerb müssen Künstler einzelne Titel bei der staatlichen National Carnival Commission (NCC) anmelden. Die Karnevalsumzüge finden am Karnevalsdienstag statt und folgen im Vorfeld festgelegten Routen. Entlang der Routen werden von Jurymitgliedern besetzte Wertungsstationen festgelegt, deren genaue Positionierung den Karnevalszügen bekannt sind. Die einzelnen Karnevalszüge spielen während ihres mehrstündigen Marsches entlang der festgelegten Route Musik vom Band ab; früher wurde die Musik live gespielt. Die Jurymitglieder notieren, welcher Karnevalszug welches Lied spielt, während er ihre Wertungsstation passiert. Die Züge des trinidadischen Karnevals enden grundsätzlich in der Queen’s Park Savannah, die auch die letzte Wertungsstation darstellt. Der über alle Stationen und Züge hinweg am häufigsten gespielte Titel ist der Road-March-Sieger des jeweiligen Jahres. Der Begriff road march wird auch für Siegertitel sowie potentielle Gewinnertitel verwendet. Der Ablauf auf anderen Karibikinseln ist ähnlich.
Im Gegensatz zu den anderen Musikwettbewerben rund um den trinidadischen Karneval (Calypso bzw. Soca Monarch, historisch auch Calypso King) findet der Carnival Road March nicht in einem soziokulturellen Spannungsfeld statt, da die Kriterien für die Punktevergabe objektiv und überprüfbar sind und die Jury somit keinen Einfluss auf das Ergebnis nehmen kann. Oftmals gewinnen beim Road March Titel, die in der jeweiligen Karnevalssaison in der Gunst des Publikums vorne liegen, aber von der Fachjury nicht zum Calypso bzw. Soca Monarch gewählt wurden. Der Ruhm eines Calypsonians bzw. Soca-Künstlers misst sich in der kompetitiv geprägten Musikszene Trinidads nicht an Hitparaden, Verkaufszahlen oder Airplay, sondern an der Anzahl gewonnener Titel der beiden großen Wettbewerbe Road March und Soca Monarch.

## Geschichte
Der Carnival Road March hat seinen Ursprung im Karneval in Trinidad und Tobago, der seit dem ausgehenden 19. Jahrhundert in seiner jetzigen Form gefeiert wird. Von dort aus verbreitete er sich über weitere Inseln der Karibik, konkret wird auch in Antigua und Barbuda, Barbados, Grenada, St. Kitts und Nevis, St. Lucia und St. Vincent und den Grenadinen sowie auf Anguilla und Saint Thomas der Carnival Road March abgehalten. Durch Exiltrinidadier wurde er 2009 auch in Großbritannien eingeführt.
Die trinidadischen Musikwettbewerbe entstanden mit dem Aufkommen der trinidadischen Mittelschicht Anfang des 20. Jahrhunderts. Auslöser für die Einführung war der Wunsch der Mittelschicht, den textlich als ausufernd empfundenen Calypso-Darbietungen einen Rahmen zu verpassen, der als moralisch konsentiert gelten konnte. Der Road March ist der älteste kontinuierliche Musikwettbewerb des trinidadischen und damit des karibischen Karnevals. Vor der Einführung des Wettbewerbs, ab etwa 1910, war vor und während der Karnevalstage die Darbietung von Calypsos in „calypso tents“ üblich, ursprünglich oft behelfsmäßigen Konstruktionen, in denen die „Calypsonians“ (Künstler, die Calypso-Titel schrieben und mit einer Begleitband aufführten und sich dabei oft durch Bühnenkostüme und Auftreten ein spezifisches Image gaben) ihre für die jeweils aktuelle Karnevalssaison geschriebenen Titel darboten. In den „calypso tents“ saß das Publikum auf Stühlen, die Akustik ließ klassische Begleitbands mit Streichern und Bläsern zu, und die Calypsonians konnten das Publikum mit ihrer Bühnenshow für sich einnehmen. Primär wurde der Karneval in den Straßen gefeiert, und die dort Feiernden hatten andere Ansprüche an die sie begleitende Musik, doch in den „calypso tents“ verdienten die Calypsonians ihr Geld, so dass ihre Titel auf das dortige Publikum zugeschnitten waren.
Mit der Einführung des Road-March-Wettbewerbs 1932 fand ein Paradigmenwechsel statt. Die Tanzenden in den Straßen erwarteten schnellere Songs und mitsingbare Refrains. Mit dem zahlenmäßig deutlich größeren Publikum beim Road March konnten beim Wettbewerb erfolgreiche Calypsonians höhere Plattenverkäufe erzielen, weshalb viele Calypsonians ab Einführung des Wettbewerbs am Road March beteiligten. Calypsonians anderer Karibikinseln wurden vom publikumsstarken Road March auf Trinidad angezogen. In diese Zeit fiel auch eine Phase der Innovation im Calypso; vor Einführung des Road March wurden in der Regel bekannte Melodien neu betextet, während ab etwa 1931 ausgehend durch den Calypsonian Roaring Lion neue Kompositionen entworfen und vom Publikum goutiert wurden.

“There were about 100 melodies, and every year new words were put to those same melodies.”

In Trinidad wird der Wettbewerb seit 1932 jährlich durchgeführt; lediglich zwischen 1942 und 1945 wurde wegen des Zweiten Weltkriegs kein Karneval abgehalten und damit auch kein Road-March-Titel vergeben. Ursprünglich wurde im Rahmen des Wettbewerbs abgesehen von Percussion keine Musik gespielt, vielmehr sangen die einzelnen Karnevalszüge ihre Lieblingstitel. Oft führten Calypsonians einen Zug an, was dazu führte, dass viele derjenigen Calypsos dieser Zeit, die explizit für den Road March geschrieben wurden, einem Call-and-Response-Muster folgen.
Um 1940 herum wurde der trinidadische Karneval durch eine musikalische Neuerung revolutioniert: Die Erfindung der Steel Pan führte zum Aufkommen der ersten Steel Bands, die fortan auf Lastwagen oder hinter solchen hängenden Anhängern spielend die musikalische Beschallung der Karnevalszüge stellten. Die Calypsonians stellten sich schnell auf das neue Instrument ein, das nicht nur auf den „trucks“ des Road March, sondern auch in den „calypso tents“ eingesetzt werden konnte. Durch die Steelbands veränderten sich für die Calypsonians nochmals die Arbeitsbedingungen, da die Steelbands ihre Stücke zwangsweise als Instrumentalversionen spielten und so die Bedeutung der Melodien nochmals stark anstieg. 1953 und 1957 gab es jeweils zwei rivalisierende Road-March-Wettbewerbe mit unterschiedlichen Siegern, weshalb 1957 das staatliche Carnival Development Committee (CDC) gegründet wurde, das fortan den trinidadischen Karneval und damit auch den Road March organisierte. 1955 kam es zu einem skurrilen Sieg, der zu einer Regeländerung des Wettbewerbs führte: Bis dahin waren alle teilnehmenden Titel dem Calypso-Genre zuzurechnen, auch wenn dies nirgendwo als Bedingung festgehalten war. Der Sieger im Jahr 1955 aber waren die Schaumburger Märchensänger, die unter dem Namen „Obernkirchen Children’s Choir“ mit einer englischen Version des Liedes Mein Vater war ein Wandersmann (The Happy Wanderer) antraten und gewannen. Im Anschluss wurde im Reglement des Wettbewerbs festgehalten, dass die Teilnehmer am Wettbewerb Trinidadier sein müssen.  1956 gewann Mighty Sparrow seinen ersten Road-March-Titel mit dem Calypso Jean and Dinah, was insofern eine Besonderheit darstellte, als er mit diesem Titel auch den gänzlich anders gelagerten Calypso-King-Wettbewerb gewann.
Ab den 1970er-Jahren wurden mit der Verfügbarkeit entsprechender Technik zunehmend PA-Anlagen auf den Lastwagen installiert, die die Musik des jeweiligen Zuges vom Band abspielten. Der Einsatz von Livebands kam dadurch aus der Mode und findet in der Gegenwart nicht mehr statt. 1977 gewann mit Calypso Rose erstmals eine Frau den Road March. Ihr Titel Give Me More Tempo war zugleich der erste Vertreter des noch neuen Soca-Genres, der den Road March gewinnen konnte. In den folgenden Jahren nahm die Beliebtheit des Soca-Genres zu, was sich in mehreren Road-March-Siegertiteln niederschlug. Um 1990 herum löste Soca den Calypso als beliebteste Musikrichtung der Karnevalsumzüge endgültig ab. 1991 wurde in Trinidad die staatliche National Carnival Commission (NCC) gegründet, die das CDC ablöste und den trinidadischen Road March seitdem ausrichtet. 2000 gab es mit Superblue und Iwer George zwei Sieger, da beide die gleiche Punktzahl erzielten. Wegen der grassierenden COVID-19-Pandemie wurde der Road March 2021 online abgehalten. 2022 fiel er Covid-bedingt aus.
Die Rekordhalter des Carnival Road March sind Lord Kitchener mit elf Siegen zwischen 1946 und 1976, Superblue und Machel Montano mit je zehn Siegen und Mighty Sparrow mit acht Titeln. Die erfolgreichste Frau ist Fay-Ann Lyons mit drei Titeln.

## Sieger

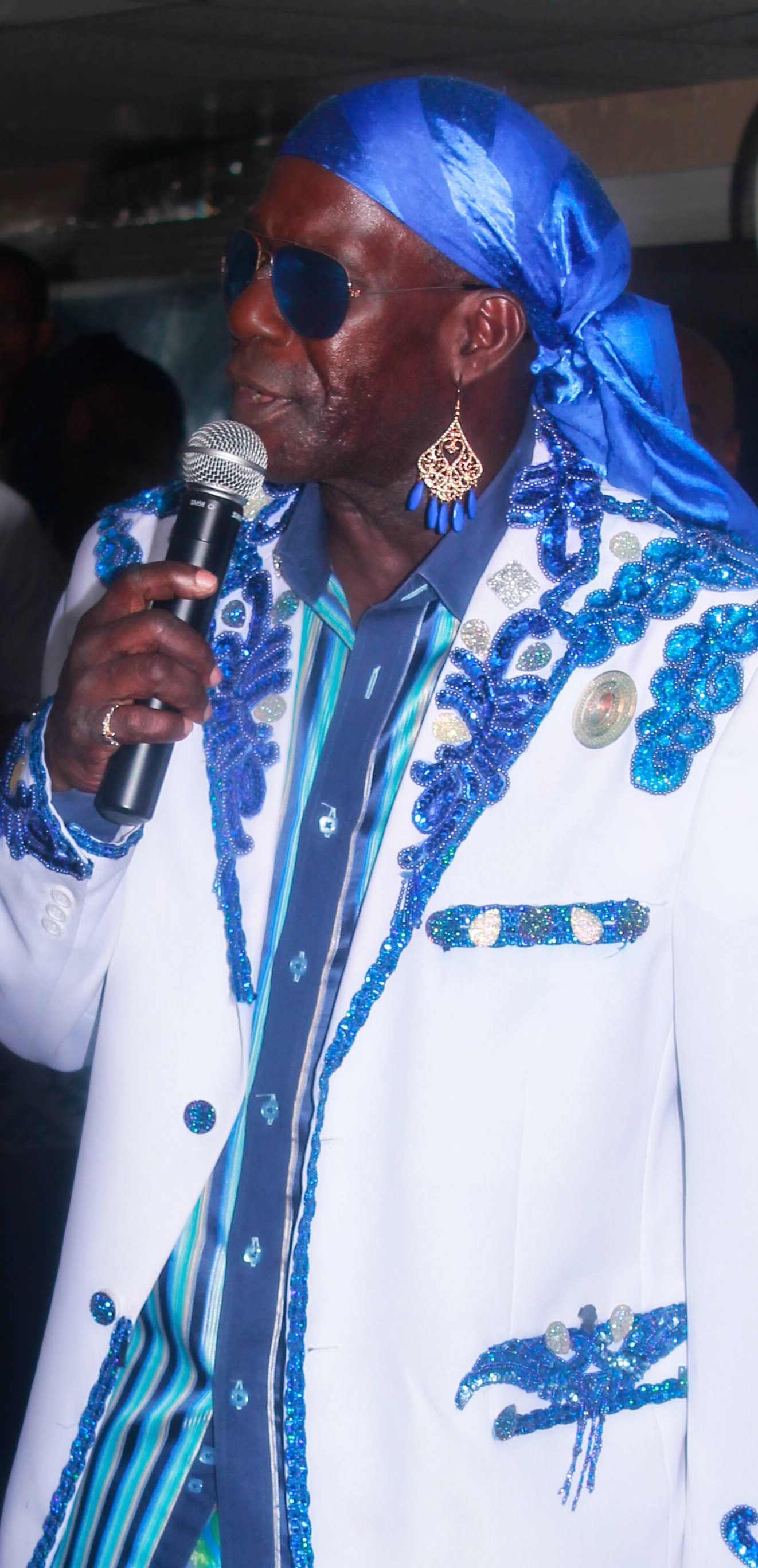
Superblue (2014)

| Jahr | Künstler                                       | Titel                                |
| ---- | ---------------------------------------------- | ------------------------------------ |
| 1932 | King Radio                                     | Tiger Tom Play Tiger Cat             |
| 1933 | King Radio                                     | Wash Pan Wash                        |
| 1934 | Railway Douglas                                | After Johnny Drink Me Rum            |
| 1935 | Roaring Lion                                   | Dingolay Oy                          |
| 1936 | Roaring Lion                                   | Advantage Could Never Done           |
| 1937 | Roaring Lion                                   | Netty Netty                          |
| 1938 | Roaring Lion                                   | No Nora Darling                      |
| 1939 | King Radio                                     | Mathilda                             |
| 1940 | Lord Beginner                                  | Run Yuh Run                          |
| 1941 | Roaring Lion                                   | Whoopsin Whoopsin                    |
| 1942 | Kriegsjahr,                                    | kein Wettbewerb                      |
| 1943 | Kriegsjahr,                                    | kein Wettbewerb                      |
| 1944 | Kriegsjahr,                                    | kein Wettbewerb                      |
| 1945 | Kriegsjahr,                                    | kein Wettbewerb                      |
| 1946 | Lord Kitchener                                 | Jump in the Line                     |
| 1947 | King Pharaoh                                   | Portuguese Dance                     |
| 1948 | Lord Melody                                    | Canaan Barrow                        |
| 1949 | Lord Wonder                                    | Ramgoat Baptism                      |
| 1950 | Mighty Killer                                  | In a Calabash                        |
| 1951 | Mighty Terror                                  | Tiny Davis Blow                      |
| 1952 | Spit Fire                                      | Post, Post Another Letter For Thelma |
| 1953 | Vivian Comma Spit Fire                         | Madeline Oye Bow Wow Wow             |
| 1954 | Lord Blakie                                    | Steel Band Clash                     |
| 1955 | Obernkirchen Children’s Choir                  | Happy Wanderer                       |
| 1956 | Mighty Sparrow                                 | Jean and Dinah                       |
| 1957 | Lord Christo Nelson Cato                       | Chicken Chest Doctor Nelson          |
| 1958 | Mighty Sparrow                                 | Pay As You Earn                      |
| 1959 | Lord Caruso                                    | Run the Gunslingers                  |
| 1960 | Mighty Sparrow                                 | Mae Mae                              |
| 1961 | Mighty Sparrow                                 | Royal Jail                           |
| 1962 | Lord Blakie                                    | Maria                                |
| 1963 | Lord Kitchener                                 | The Road                             |
| 1964 | Lord Kitchener                                 | Mama This Is Mas                     |
| 1965 | Lord Kitchener                                 | My Pussin                            |
| 1966 | Mighty Sparrow                                 | Obeah Wedding                        |
| 1967 | Lord Kitchener                                 | Sixty Seven                          |
| 1968 | Lord Kitchener                                 | Miss Tourist                         |
| 1969 | Mighty Sparrow                                 | Sa Sa Yea                            |
| 1970 | Lord Kitchener                                 | Margie                               |
| 1971 | Lord Kitchener                                 | Mas' At Madison                      |
| 1972 | Mighty Sparrow                                 | Drunk and Disorderly                 |
| 1973 | Lord Kitchener                                 | Rain-O-Rama                          |
| 1974 | Mighty Shadow                                  | Bass Man                             |
| 1975 | Lord Kitchener                                 | Tribute to Spree                     |
| 1976 | Lord Kitchener                                 | Flag Woman                           |
| 1977 | Calypso Rose                                   | Give More Tempo                      |
| 1978 | Calypso Rose                                   | Come Leh We Jam                      |
| 1979 | Poser                                          | Ah Tell She                          |
| 1980 | Superblue                                      | Soca Baptist                         |
| 1981 | Superblue                                      | Ethel                                |
| 1982 | Penguin                                        | Deputy                               |
| 1983 | Superblue                                      | Rebecca                              |
| 1984 | Mighty Sparrow                                 | Don't Back Back                      |
| 1985 | Crazy                                          | Soucouyant                           |
| 1986 | David Rudder                                   | Bahia Gyal                           |
| 1987 | Mighty Duke                                    | Is Thunder                           |
| 1988 | Tambu                                          | This Party Is It                     |
| 1989 | Tambu                                          | Free Up                              |
| 1990 | Tambu                                          | No No We Eh Going Home               |
| 1991 | Superblue                                      | Get Something and Wave               |
| 1992 | Superblue                                      | Jab Jab                              |
| 1993 | Superblue                                      | Bacchanal Time                       |
| 1994 | Preacher                                       | Jump and Wave                        |
| 1995 | Superblue                                      | Signal for Lara                      |
| 1996 | Nigel Lewis                                    | Moving                               |
| 1997 | Machel Montano                                 | Big Truck                            |
| 1998 | Wayne Rodriguez                                | Footsteps                            |
| 1999 | Sanell Dempster                                | De River                             |
| 2000 | Superblue Iwer George                          | Pump Up Carnival Come Back Again     |
| 2001 | Mighty Shadow                                  | Stranger                             |
| 2002 | Naya George                                    | Trinidad                             |
| 2003 | Fay-Ann Lyons                                  | Display                              |
| 2004 | Shurwayne Winchester                           | The Band Coming                      |
| 2005 | Shurwayne Winchester                           | Dead or Alive                        |
| 2006 | Machel Montano & Patrice Roberts               | Band of de Year                      |
| 2007 | Machel Montano                                 | Jumbie                               |
| 2008 | Fay-Ann Lyons                                  | Get On                               |
| 2009 | Fay-Ann Lyons                                  | Meet Super Blue                      |
| 2010 | JW & Blaze                                     | Palance                              |
| 2011 | Machel Montano                                 | Advantage                            |
| 2012 | Machel Montano                                 | Pump Yuh Flag                        |
| 2013 | Superblue                                      | Fantastic Friday                     |
| 2014 | Machel Montano                                 | Ministry of Road                     |
| 2015 | Machel Montano                                 | Like Ah Boss                         |
| 2016 | Machel Montano                                 | Waiting on the Stage                 |
| 2017 | Ultimate Rejects featuring MX Prime            | Full Extreme                         |
| 2018 | Machel Montano & Superblue                     | Soca Kingdom                         |
| 2019 | Skinny Fabulous, Machel Montano & Bunji Garlin | Famalay                              |
| 2020 | Iwer George & Kees Dieffenthaller              | Stage Gone Bad                       |
| 2021 | Farmer Nappy                                   | Backyard Jam                         |
| 2022 | ---                                            | ---                                  |
| 2023 | Bunji Garlin                                   | Hard Fete                            |
| 2024 | Mical Teja                                     | DNA                                  |

### Rekordhalter
| Künstler       | Siege | Jahre                                                            |
| -------------- | ----- | ---------------------------------------------------------------- |
| Lord Kitchener | 11    | 1946, 1963, 1964, 1965, 1967, 1968, 1970, 1971, 1973, 1975, 1976 |
| Superblue      | 10    | 1980, 1981, 1983, 1991, 1992, 1993, 1995, 2000, 2013, 2018       |
| Machel Montano | 10    | 1997, 2006, 2007, 2011, 2012, 2014, 2015, 2016, 2018, 2019       |
| Mighty Sparrow | 8     | 1956, 1958, 1960, 1961, 1966, 1969, 1972, 1984                   |
| Roaring Lion   | 5     | 1935, 1936, 1937, 1938, 1941                                     |
| Fay-Ann Lyons  | 3     | 2003, 2008, 2009                                                 |
| King Radio     | 3     | 1932, 1933, 1939                                                 |
| Tambu          | 3     | 1988, 1989, 1990                                                 |